# Vitgumpsnäppa
Vitgumpsnäppa (Calidris fuscicollis) är en nordamerikansk fågel i familjen snäppor i ordningen vadarfåglar. Den häckar i arktiska delar av Alaska och Kanada. Vintertid flyttar den så långt söderut som södra Sydamerika och är därmed en av de nordamerikanska fåglarna som har längst flyttväg. Tillfälligt påträffas den i Europa, med bland annat ett 30-tal fynd i Sverige. Den minskar i antal, så pass att den betraktas som utrotningshotad.

## Kännetecken

### Utseende

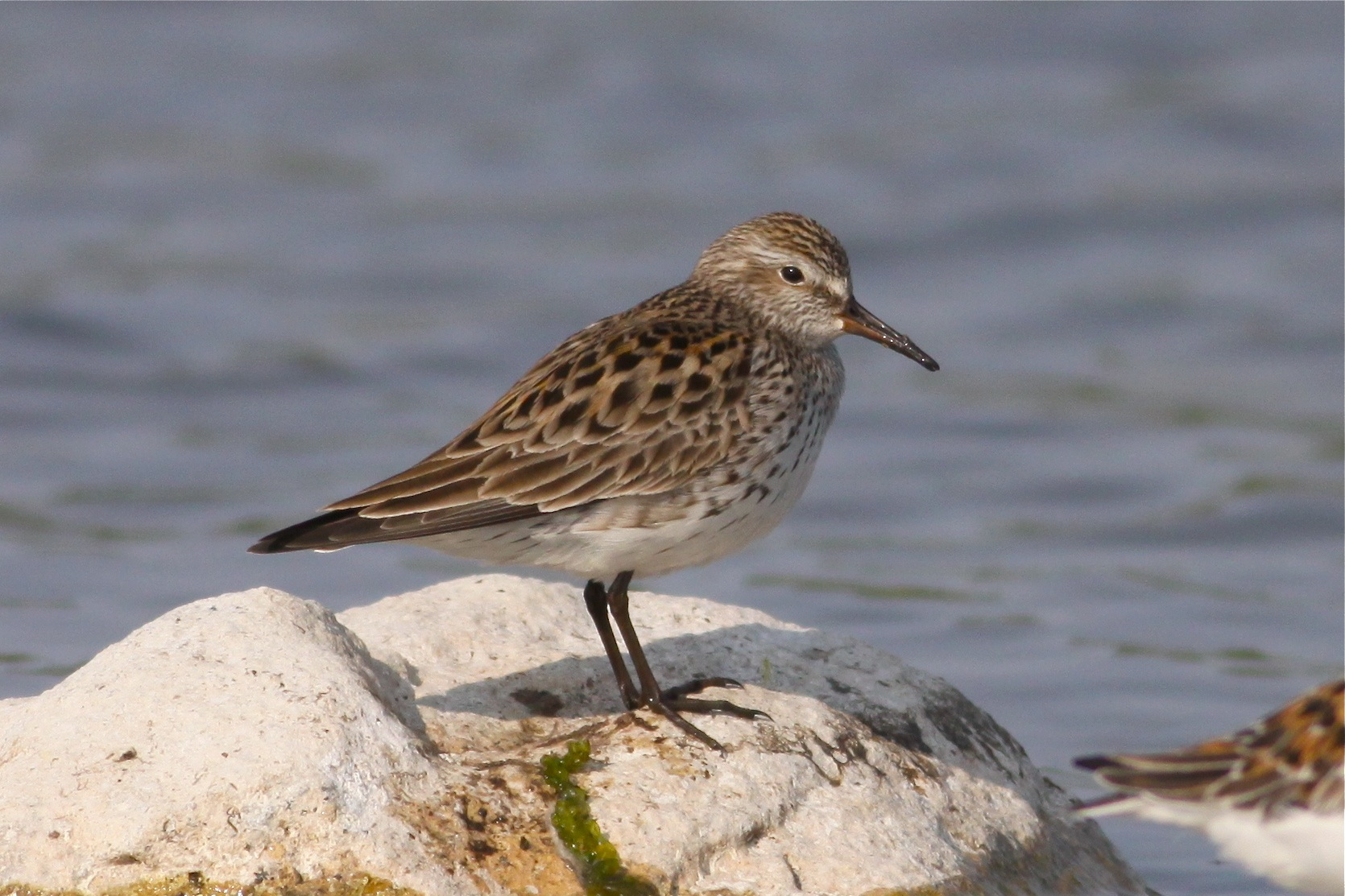
Vitgumpsnäppa i häckningsdräkt.

Den adulta snäppan mäter 16–18 centimeter och är alltså något mindre än kärrsnäppan (Calidris alpina). Den har i likhet med gulbröstad snäppa (C. bairdi) en ganska långsmal kroppsform och korta ben vilket skiljer dem båda från alla andra småvadare. I alla dräkter har den ett tydligt vitt ögonbrynsstreck och ett tydligt mörkt tygelstreck framför ögat. Den har en mörk näbb med svagt nedåtböjd spets och en ljusare brun näbbas på undre näbbhalvan. Det som urskiljer arten är dock det som namnet avslöjar, nämligen den för släktet unika vita övergumpen.

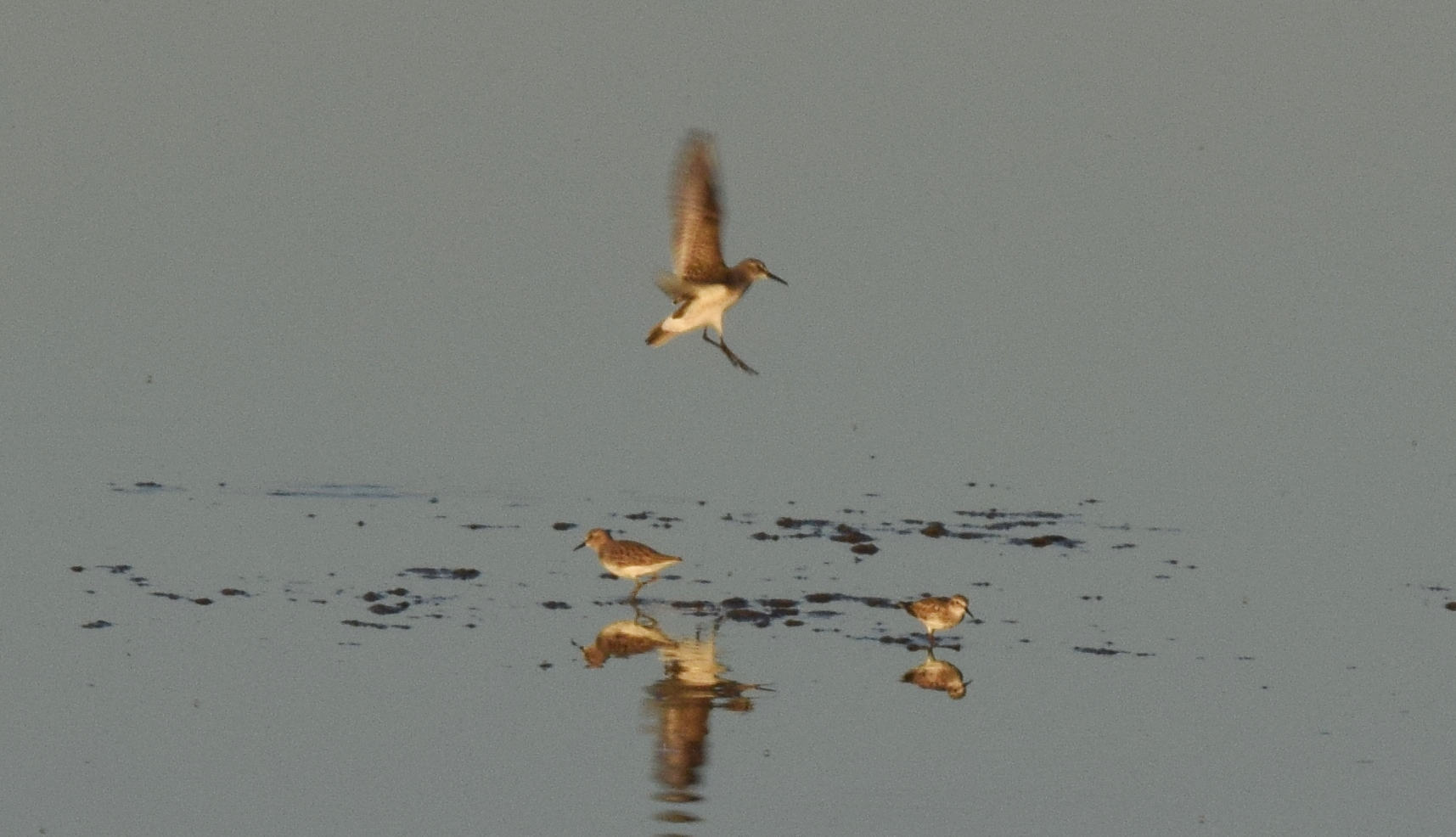
Den karakteristiska vita övergumpen syns tydligt i flykten.

### Läten
Vitgumpssnäppan lockar med ett karakteristiskt gnissligt, musliknande pip, "tsiit". Spellätet är mycket ljust, mekaniskt och insektsliknande.

## Utbredning
Vitgumpsnäppa häckar i arktiska Nordamerika, från norra Alaska och möjligen norra Yukon österut till nordvästra Mackenzie, Banksön, Melvilleön och Bathurstön söderut till fastlandets norra kust i Mackenzie och Keewatin, nordvästra Hudson Bay (Chesterfieldviken) samt Southamptonön och södra Baffinön. Den övervintrar i Sydamerika huvudsakligen söder om Ekvatorn och öster om Anderna, från södra Brasilien till Eldslandet och Kap Horn, men även österut till Falklandsöarna och tillfälligt väster om Anderna i Chile. Fågeln har en av de längsta flyttvägarna bland nordamerikanska fåglar. Höstflyttningen sker över Atlanten från nordöstra Nordamerika till norra Sydamerika, sedan mot sydost över Amazonområdet i ungefär en månad. Mot norr flyger den istället över Västindien och genom Nordamerikas inland till häckplatserna i Arktis.

Vitgumpsnäppans utbredningsområde, där orangerött är vistelse häckningstid, blått övervintringsområde och gult områden den passerar under flyttningen.

Arten påträffas tillfälligt på Galápagosöarna, Svalbard och Franz Josefs land. Arten är en sällsynt gäst i Västeuropa, där den är en regelbunden besökare i Azorerna under hösten, men även i Storbritannien. I Sverige har den påträffats 34 gånger, det första tillfället 8 augusti 1978 i Vejbystrand i Skåne.
På södra halvklotet har den uppträtt i Australien, Nya Zeeland samt i Sydgeorgien och möjligen Sydorkney.

## Taxonomi och systematik
Vitgumpsnäppan beskrevs som art 1819 av franska ornitologen Louis Jean Pierre Vieillot, som Tringa fuscicollis. Den behandlas som monotypisk, det vill säga att den inte delas in i några underarter. Dess närmaste släkting är inte gulbröstad snäppa som den i övrigt är mest lik. Istället står den närmast dvärgsnäppa (C. minutilla). Hybridisering förekommer mellan vitgumpsnäppan och kärrsnäppa och den misstänks också ha hybridiserat med prärielöpare (C. subruficollis).

## Levnadssätt
Häckningstid hittas vitgumpsnäppan nära sumpiga våtmarker på tundran, där den lever av små inverterbrater som mollusker, kräftdjur, maskar och insektslarver, men också frön. Honan lägger fyra olivgröna ägg i en skålformad sänka fodrad med löv, mossa och lavar. Äggen ruvas till skillnad från andra Calidris-arter av enbart honan, i 22 dagar. De kläckta kycklingarna lämnar boet efter endast en dag. Honan håller dem varma, men de måste hitta sin egen föda. Först efter 16–17 dagar är de flygga.

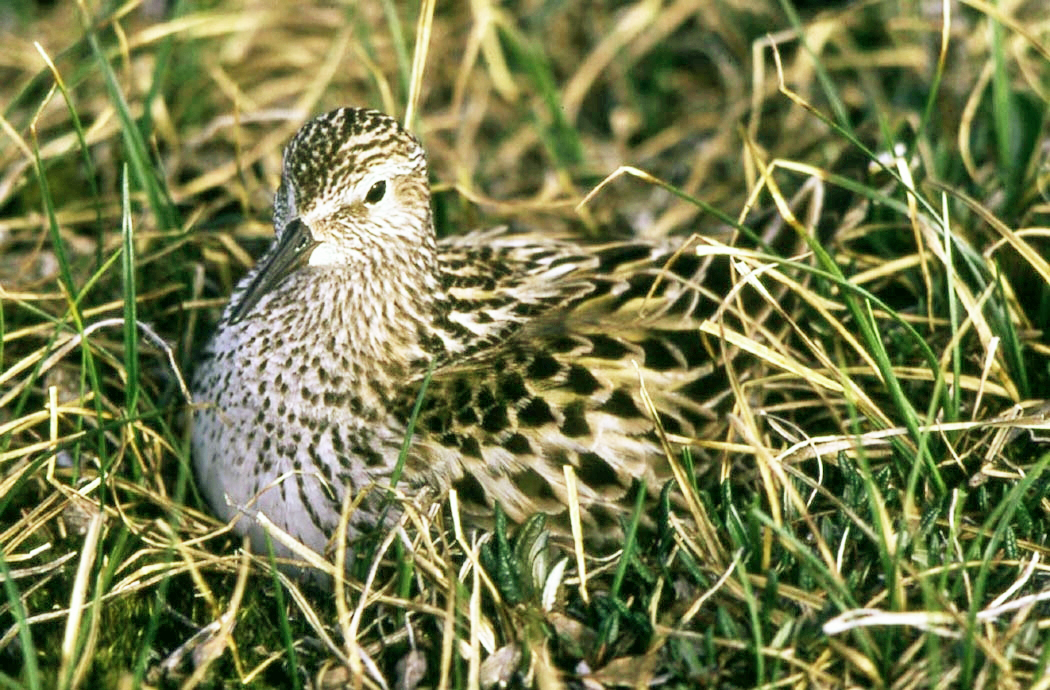
Häckande vitgumpsnäppa.

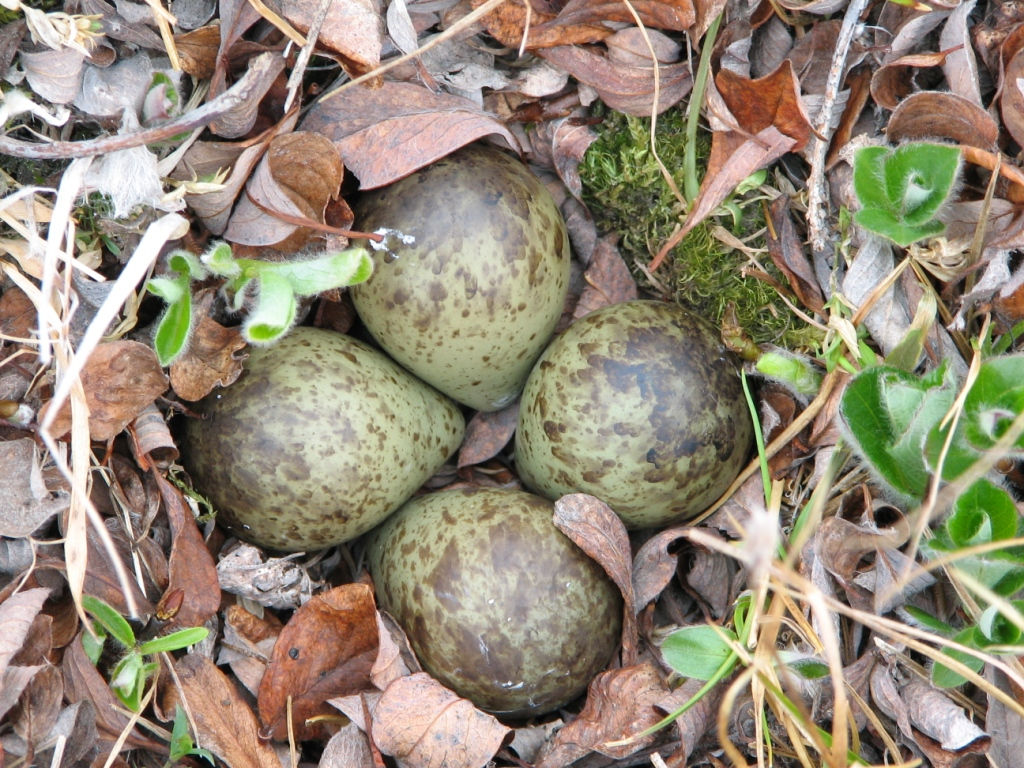
Vitgumpsnäppans ägg.

En stor del av flyttningen utgörs av några få långa non stop-sträckor, var och en upp till 60 timmar och 400 mil långa. Under flyttningen i Sydamerika vistar den havsstränder, flodbankar, öppna fält och våtmarker upp till 450 meters höjd. I övervintringsområdet i kustnära Buenos Aires är den mycket vanlig på tidvattensslätter, i våtmarker och översvämmade fält, men ovanlig på sandstränder och sällsynt på gräsmarker. I Eldslandet är den en regelbunden besökare på Isla Grande där den besöker lerslätter och laguner inåt land. Av andra vadararter ses den oftast med tuvsnäppa, både på häcklokaler och i övervintringsområdet.

## Status och hot
Arten har ett stort utbredningsområde och en stor population uppskattad till mellan 3 270 000 och drygt nio miljoner vuxna unvider. Den tros dock minska relativt kraftigt i antal, så pass att den sedan 2024 betraktas som globalt utrotningshotad. IUCN placerar den i kategorin sårbar (VU). Orsaken till minskningen är dåligt känd, men de troligaste hoten mot arten anses vara utdikning, predation från rödräv, degradering av dess levnadsmiljö på grund av kraftigt ökade bestånd av snögås och dvärgsnögås, föroreningar från både industri och jordbruk samt klimatförändringar.

## Namn
Fågeln har på svenska även kallats piplärkssnäppa. Det vetenskapliga artnamnet fuscicollis betyder "sothalsad" eller "brunhalsad".